# Izalco

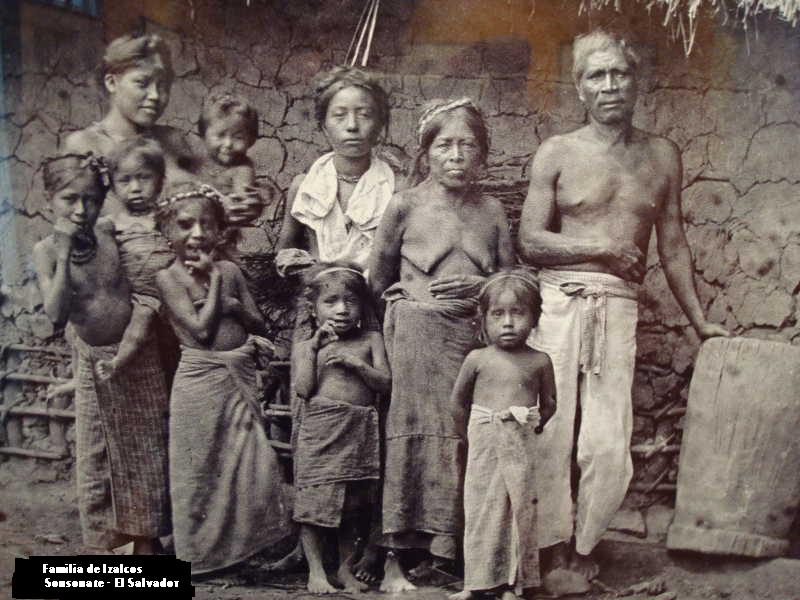
Historisches Bild aus Izalco

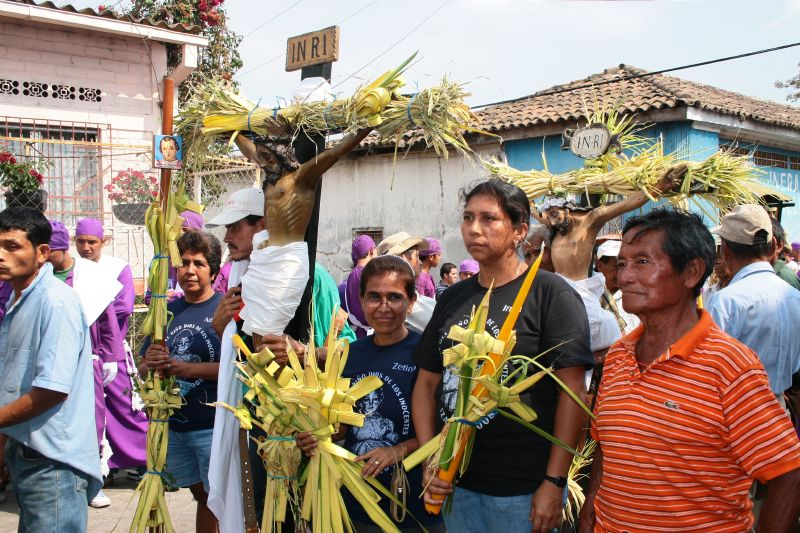
Prozession Los Cristos in Izalco

Izalco (auch Itzalco, Nawat: Itzalku oder Ijtzalku) ist ein Municipio in El Salvador im Departamento Sonsonate.
Es liegt in der Nähe des Vulkans Izalco und 55 Kilometer von San Salvador entfernt.

## Name
Der Nawat-Name Itzalku ist aus den Wortbestandteilen itz, „Obsidian“, (k)al, „Haus“ und der Lokativendung -ku (Nahuatl -co) zusammengesetzt und kann ungefähr mit „Ort der Obsidianhäuser“ übersetzt werden. In der Zeit des Reiches von Cuzcatlan war der Ort auch unter dem Doppelnamen Tecpan-Izalco bekannt, wobei tekpan (tecpan) „Palast“ oder „Tempel“ bedeutet.

## Geschichte
Vor 900 wurde das Gebiet von Izalco durch die Nahua-Ethnie Pipil besiedelt. Izalco wurde das Zentrum eines regionalen Fürstentums (cacicazgo). Als eines von mehreren Pipil-Fürstentümern kam es gegen 1200 unter die Herrschaft von Cuzcatlan.
1528 wurde Izalco wie ganz Cuzcatlan von den Spaniern unter Pedro de Alvarado erobert.
1550 hatte der Ort eine Bevölkerung von etwa 4500 Menschen und war das Zentrum des am dichtest besiedelten Gebietes des heutigen El Salvadors.
Bis 1838 war Izalco wegen der kolonialen Rassentrennung zweigeteilt.

### Dolores Izalco
Die Oberstadt,  Dolores Izalco oder Izalco Arriba wurde von einem Cabildo de Españoles verwaltet.
Als Patronatsfest wird die unbefleckten Empfängnis am 8. Dezember gefeiert.
Am 11. März 1842 ließ Francisco Malespín Dolores Izalco besetzen und ließ auf einem öffentlichen Platz den Abgeordneten Francisco Zaldaña  und Pioquinto Hernández von der Partido Liberal füsilieren.

### Asunción Izalco
Die Unterstadt, Asunción Izalco oder Izalco Abajo wurde von einem Cabildo die Indios verwaltet.
Die spanische Krone gab sie als Encomienda an Juan de Guzmán und später an dessen Sohn Diego de Guzmán. 
Dieser machte im 16. Jahrhundert durch eine Spende den Bau der ersten Kirche möglich. 
1580 wurde eine von Karl V. gestiftete Glocke für die Kirche geweiht.
Als Patronatsfest wird Mariahimmelfahrt (Asunción) am 15. August gefeiert.
Nach Monsignor Cortez y Laraz, hatte die Gemeinde Asunción seit 1770 keinen Pfarrer und die Kirche wurde bei einem Erdbeben am 29. Juli 1773 (Marta) zerstört. Die Kirche zeigt heute barocken Stil.
Am 24. Februar 1838 beschloss das Parlament in der Regierungszeit von Jefe Supremo Timoteo Menéndez, Asunción Izalco und Dolores Izalco zur Villa Izalco zu verschmelzen. En passant hatte so in diesem Ort das Cabildo de Españoles die politische Vertretung der Indigenas, welche im kolonialen Neuspanien durch das Cabildo de Indios wahrgenommen wurde, übernommen.

### Indigene Bauernbewegung, Aufstand und Massaker 1932
Durch zwei Regierungsdekrete des Präsidenten Rafael Zaldívar in den Jahren 1881 und 1882 wurden die Eigentumsrechte der indigenen Gemeinden aufgehoben und die gemeinschaftlich bewirtschafteten Ejidos aufgelöst. In der Folge dehnten die Großgrundbesitzer auch in Izalco ihren Besitz auf Kosten der indigenen Pipil (Nahuas) aus und ließen darauf Kaffee- und Zuckerrohrplantagen einrichten. Die Regierungsdekrete ermöglichten auch Landbesitz indigener Familien, doch unter der Regierung von Tomás Regalado ab 1898 erlassene Gesetze wie dasjenige über die Haft für Schulden (Ley de Prisión por Deuda), Wucherzinsen und minimale Ankaufspreise für die Agrarprodukte der Kleinbauern beschleunigten die Landkonzentration. Gewalt bei der Vertreibung der Pipil von ihrem Land war alltäglich.
Bei den Kommunalwahlen 1927 erhielt Pedro Mauricio aus Nahuizalco die Stimmenmehrheit, die Ladinos fochten seine Wahl an und begründeten dies damit, dass Mauricio Analphabet sei.
1930 machte Leonhard Schultze dreimonatige Studien in der Region von Izalco.
Die Kommunalwahl am 3. Januar 1932 war für viele Pipil von Izalco mit der Hoffnung verbunden, wieder einen Bürgermeister aus den eigenen Reihen zu bekommen. Einen Monat vor der Wahl, am 2. Dezember 1931, putschte sich General Maximiliano Hernández Martínez an die Macht. Nachdem kurz darauf deutlich wurde, dass bei der Wahl die Salvadorianische Kommunistische Partei in vielen Gemeinden gewonnen hatte, ließ General Hernández die Wahlen annullieren.
Am 22. Januar 1932 führte Feliciano Ama die Pipil-Bauern von Izalco in den Aufstand gegen die Großgrundbesitzer und die Militärherrschaft von General Martínez. Das Rathaus (alcaldía) wurde von aufständischen Bauern besetzt. Die Indigenen warnten den Bürgermeister Miguel Call und forderten ihn auf zu gehen, doch der weigerte sich und erschoss zwei Indigene. Daraufhin wurde Miguel Call erschossen. Sein designierter Nachfolger Rafael Castro kam ebenfalls ums Leben. Nach der Niederschlagung des Aufstands kam es zur Matanza, einem Massaker, dem Anfang 1932 in ganz El Salvador etwa 30.000 Menschen zum Opfer fielen, in Izalco über ein Viertel der Gesamtbevölkerung, nahezu jeder Mann über 12, der nicht fliehen konnte. Die Massenerschießungen dauerten etwa einen Monat an. Feliciano Ama wurde am 28. Januar 1932 von den Siegern auf dem Dorfplatz von Izalco gehängt. Seitdem gab es keine Vertretung der Nahuabevölkerung mehr.

## Politische Parteien und Lokalpolitik
Die Partei der Todesschwadronen, die Alianza Republicana Nacionalista (ARENA), wurde 1981 in Izalco gegründet. Traditionell startet sie ihre landesweiten Wahlkampagnen in Izalco, wo nach ihrer Aussage 1932 „das Land vor dem Kommunismus gerettet“ wurde, mit ihrer Parteihymne, in der es heißt: „El Salvador wird das Grab sein, wo die Roten ihr Ende finden werden“ (El Salvador será la tumba donde los rojos terminarán). In der Nähe des Parteibüros der ARENA in Izalco, gegenüber der Kirche Mariä Himmelfahrt (Iglesia la Asunción) befindet sich El Llanito, eines der größten Massengräber aus der Zeit der Matanza. Seit dem Genozid 1932 war es nicht möglich gewesen, hier oder auch anderswo der Toten zu gedenken. Im Januar 2001 begann Juliana Ama, Schulleiterin der Schule „Dr. Mario Calvo Marroquín“, bekennende Indigene (Pipil) und Großnichte des 1932 an diesem Ort gehenkten Bauernführers Feliciano Ama, Gedenkfeiern am Massengrab zu organisieren, die seither jährlich um den Jahrestag des Gemetzels unter Beteiligung des Pfarrers der Iglesia la Asunción und indigener Gruppen stattfinden. Von 1981 bis 2009 kontrollierte die ARENA in Izalco die Kommunalpolitik. Bei den Kommunalwahlen im Januar 2009 siegte schließlich die Partei der ehemaligen Guerilla, Frente Farabundo Martí para la Liberación Nacional (FMLN), und stellt seitdem mit Roberto Alvarado den Bürgermeister. Eine Grundlage für den Wechsel bildete ein Bündnis aus Indigenen, Schülern und Studenten, Intellektuellen, katholischen und evangelischen Christen. Jesús Amadeo Martínez vom Nationalen Salvadorianischen Indigenen Koordinationsrat Consejo Coordinador Nacional Indígena Salvadoreño (CCNIS) wertet die Abwahl der ARENA und den Erfolg der FMLN als ein Zeichen des „Erwachens der indigenen Völker und des Aufrechterhaltens der Erinnerung an unsere [ermordeten] Großväter“. Roberto Alvarado nahm nach seiner Wahl zum Bürgermeister an der wenige Tage später stattfindenden Gedenkfeier in El Llanito teil.

## Pipil-Kultur heute
Izalco gehört zu den letzten Orten, an denen vereinzelt noch die Pipil-Sprache Nawat zu hören ist. Auf Grund der Bemühungen der indigenen Organisation Asociación Coordinadora de Comunidades Indígenas de El Salvador (ACCIES) und der Universität Don Bosco in San Salvador wird trotz fehlender staatlicher Programme an einigen Schulen des Departements Sonsonate Nawat unterrichtet. In Izalco lernten 2008 an der Schule „Dr. Mario Calvo Marroquín“ 665 Schüler bei zwei Lehrern Nawat, in drei weiteren Orten innerhalb des Municipio zusätzlich 284 Schüler. Das Projekt läuft seit 2003. In Izalco befindet sich außerdem das von der Initiative zur Wiedererlangung der Nawat-Sprache (Iniciativa para la Recuperación del Idioma Náhuat) IRIN eingerichtete „Büro für die Nawat-Sprache“ (Tajkwiluyan Ipal ne Taketzalis), an dem unter anderem Lehrer für das Fach Nawat ausgebildet werden.

## Wirtschaft
Die wirtschaftlichen Aktivitäten sind Landwirtschaft, Korngrundnahrungsmittel, Rinderhaltung.
Beim Massenmord 1932 blieben die Häuser im kolonialen Stil erhalten, was Izalco heute zu einer Touristenattraktion macht. Izalco hat Mobiltelefonstandort, Internetanschluss, Cafeterias, Restaurants, zwei koloniale Kirchen, Flüsse mit Wasserfällen, Orte mit religiöser und indigener Tradition.

## Politische Gliederung
Die 24 Cantone des Municipios Izalco heißen: Cangrejera, Ceiba del Charco, Chorro Abajo, Chorro Arriba, Cruz Grande, Cuntán, Cuyagualo, El Sunza, Joya de Cerén, La Chapina, La Quebrada Española, Las Higueras, Las Lajas, Las Marías, Las Tres Ceibas, Los Tunalmiles, Piedras Pachas, San Isidro, San Luis, Shonshón, Talcomunca, Tapalshucut, Tecuma und Teshcal.